# 333P/LINEAR
333P/LINEAR, komet Jupiterove obitelji (po klasičnoj definiciji P < 20 g.), Zemlji blizak objekt.